# Bernières-d'Ailly
Pour les articles homonymes, voir Bernières (homonymie) et Ailly (homonymie).
Bernières-d'Ailly est une commune française, située dans le département du Calvados en région Normandie, peuplée de 212 habitants.

## Géographie
| Perrières                            | Jort               | Jort               |
| Perrières                            | Bernières-d'Ailly  | Vicques            |
| Épaney (par un angle), Damblainville | Morteaux-Coulibœuf | Morteaux-Coulibœuf |

### Hydrographie
La commune est située dans le bassin Seine-Normandie. Elle est drainée par la Dives et divers autres petits cours d'eau,.
La Dives, d'une longueur de 105 km, prend sa source dans la commune de Gouffern en Auge et se jette  dans la baie de Seine en limite de Cabourg et de Dives-sur-Mer, après avoir traversé 34 communes. 

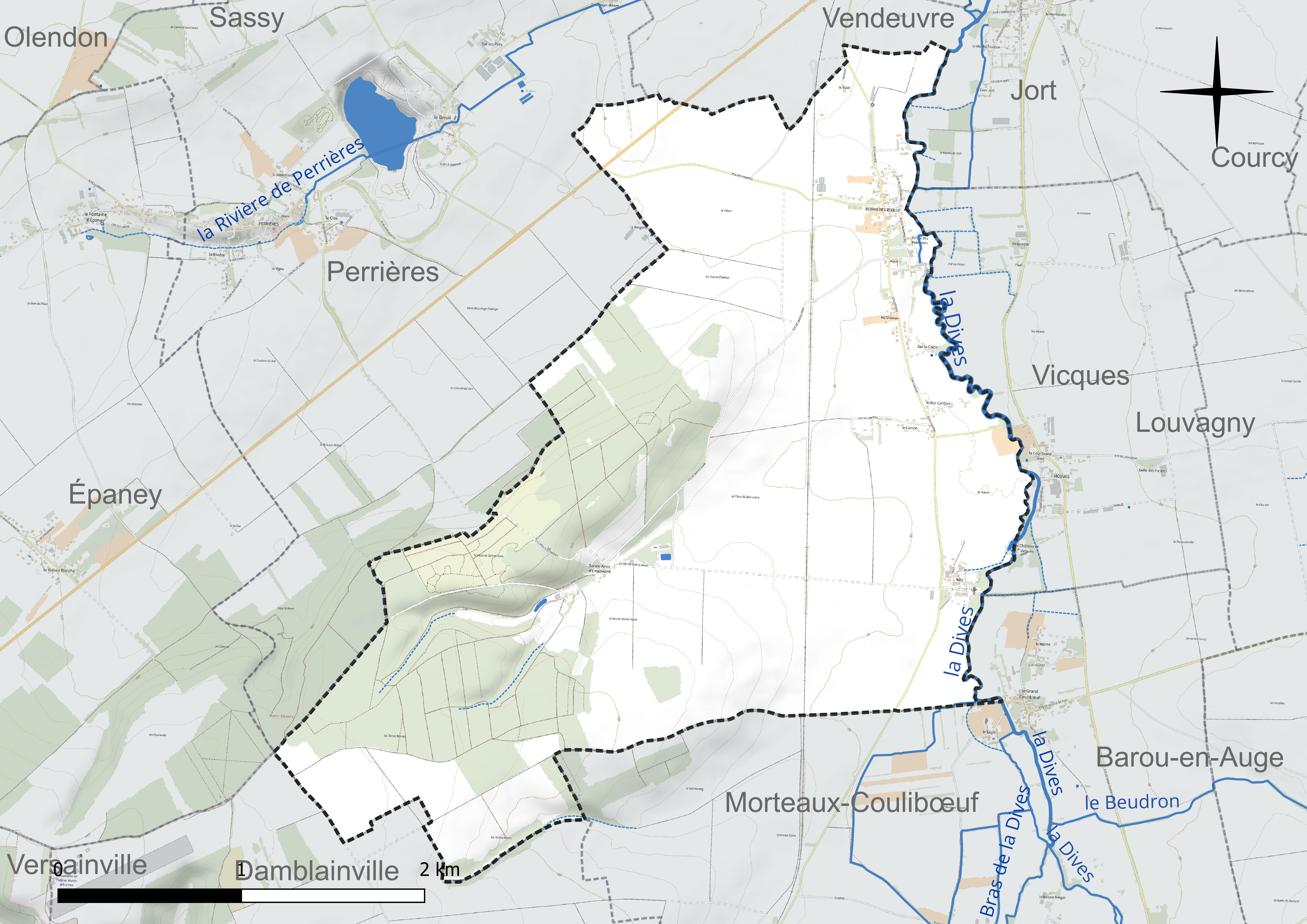
Réseau hydrographique de Bernières-d'Ailly.

### Climat
Pour des articles plus généraux, voir Climat de la Normandie et Climat du Calvados.
En 2010, le climat de la commune est de type climat océanique altéré, selon une étude du CNRS s'appuyant sur une série de données couvrant la période 1971-2000. En 2020, Météo-France publie une typologie des climats de la France métropolitaine dans laquelle la commune est exposée à un climat océanique et est dans la région climatique  Normandie (Cotentin, Orne), caractérisée par une pluviométrie relativement élevée (850 mm/a) et un été frais (15,5 °C) et venté. Parallèlement le GIEC normand, un groupe régional d'experts sur le climat, différencie quant à lui, dans une étude de 2020, trois grands types de climats pour la région Normandie, nuancés à une échelle plus fine par les facteurs géographiques locaux. La commune est, selon ce zonage, exposée à un « climat des plateaux abrités », correspondant à la plaine agricole de Caen à Falaise, sous le vent des collines de Normandie et proche de la mer, se caractérisant par une pluviométrie et des contraintes thermiques modérées.
Pour la période 1971-2000, la température annuelle moyenne est de 10,5 °C, avec  une amplitude thermique annuelle de 12,5 °C. Le cumul annuel moyen de précipitations est de 687 mm, avec 11,4 jours de précipitations en janvier et 7,3 jours en juillet. Pour la période 1991-2020, la température moyenne annuelle observée sur la station météorologique la plus proche, située sur la commune de Damblainville à 5 km à vol d'oiseau, est de 11,6 °C et le cumul annuel moyen de précipitations est de 716,8 mm,. Pour l'avenir, les paramètres climatiques de la commune estimés pour 2050 selon différents scénarios d'émission de gaz à effet de serre sont consultables sur un site dédié publié par Météo-France en novembre 2022.

## Urbanisme

### Typologie
Au 1er janvier 2024, Bernières-d'Ailly est catégorisée commune rurale à habitat dispersé, selon la nouvelle grille communale de densité à 7 niveaux définie par l'Insee en 2022.
Elle est située hors unité urbaine et hors attraction des villes,.

### Occupation des sols
L'occupation des sols de la commune, telle qu'elle ressort de la base de données européenne d'occupation biophysique des sols Corine Land Cover (CLC), est marquée par l'importance des territoires agricoles (74,6 % en 2018), une proportion identique à celle de 1990 (74,6 %). La répartition détaillée en 2018 est la suivante : 
terres arables (69,8 %), forêts (15 %), milieux à végétation arbustive et/ou herbacée (10,2 %), zones agricoles hétérogènes (4,1 %), prairies (0,7 %), zones urbanisées (0,2 %). L'évolution de l'occupation des sols de la commune et de ses infrastructures peut être observée sur les différentes représentations cartographiques du territoire : la carte de Cassini (XVIIIe siècle), la carte d'état-major (1820-1866) et les cartes ou photos aériennes de l'IGN pour la période actuelle (1950 à aujourd'hui).

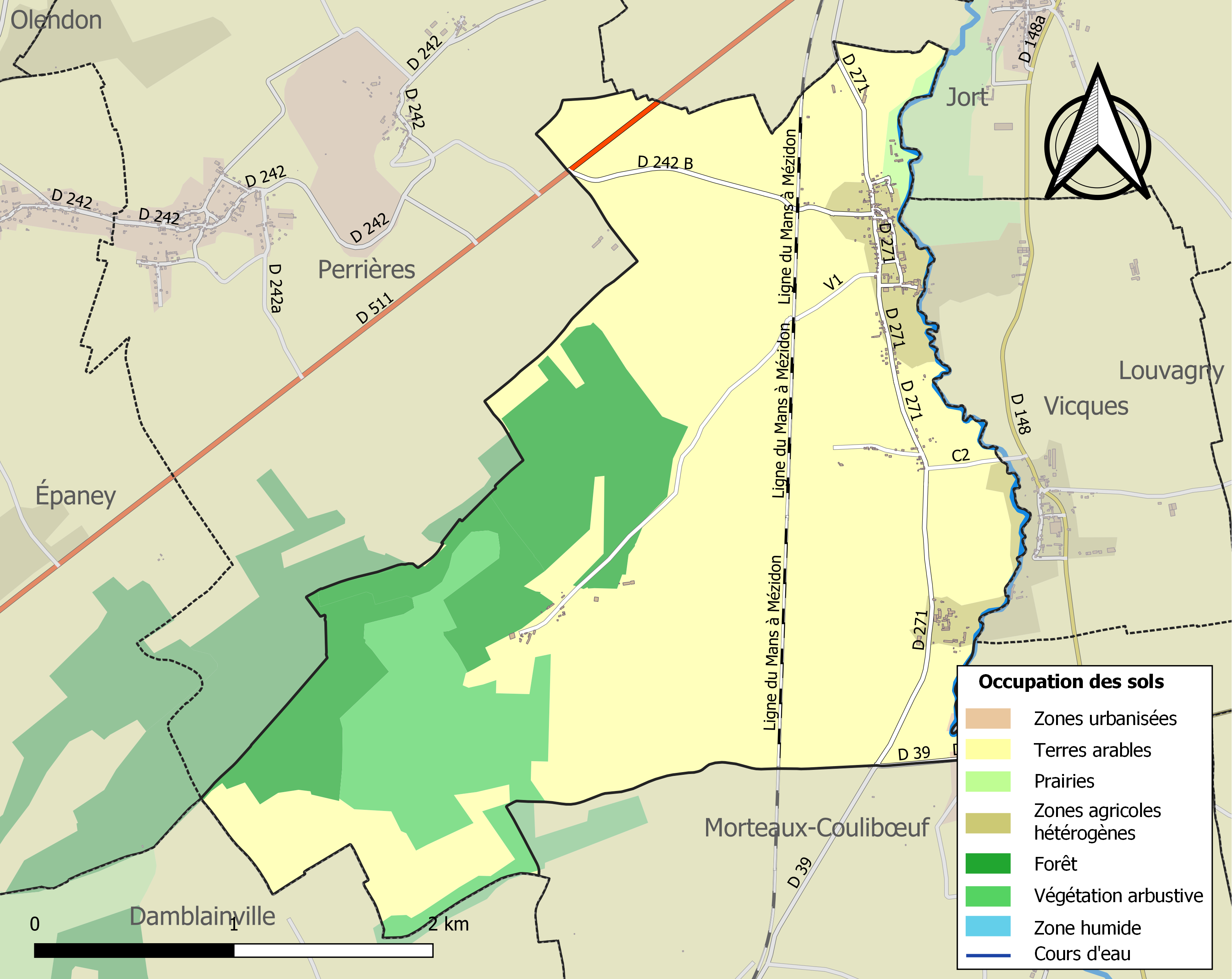
Carte des infrastructures et de l'occupation des sols de la commune en 2018 (CLC).

## Toponymie
Formée en 1858 de la réunion de Bernières-sur-Dives, Ailly et Sainte-Anne-d'Entremont.
Bernières : Le nom de la localité est attesté sous la forme Berneriis en 1127.

Vraisemblablement en rapport avec l'ancien français berne ou  baherne, atelier pour la fabrication du sel par évaporation », d'où bernerie latinisé en bernaria.
Ailly : Le nom de la localité est attesté sous la forme Alleio en 1195.

## Histoire
Les casques en bronze trouvés lors de fouilles réalisées dans les parages en 1820-1830 sont déposés au musée de Normandie à Caen.
En 1858, Bernières-sur-Dive (220 habitants en 1856) absorbe Ailly (105 habitants) au sud du territoire. Ailly avait auparavant, en 1831, absorbé Sainte-Anne-d'Entremont (ou d'Outremont, ou d'Antremont) à l'ouest (53 habitants en 1821 contre 106 à Ailly).

## Politique et administration
| Période                                  | Période  | Identité          | Étiquette | Qualité                                              |
| ---------------------------------------- | -------- | ----------------- | --------- | ---------------------------------------------------- |
| (avant 1973)                             | 1986     | Fernand Lehongre  |           |                                                      |
| 1985                                     | 2008     | Claude Lehongre   | SE        |                                                      |

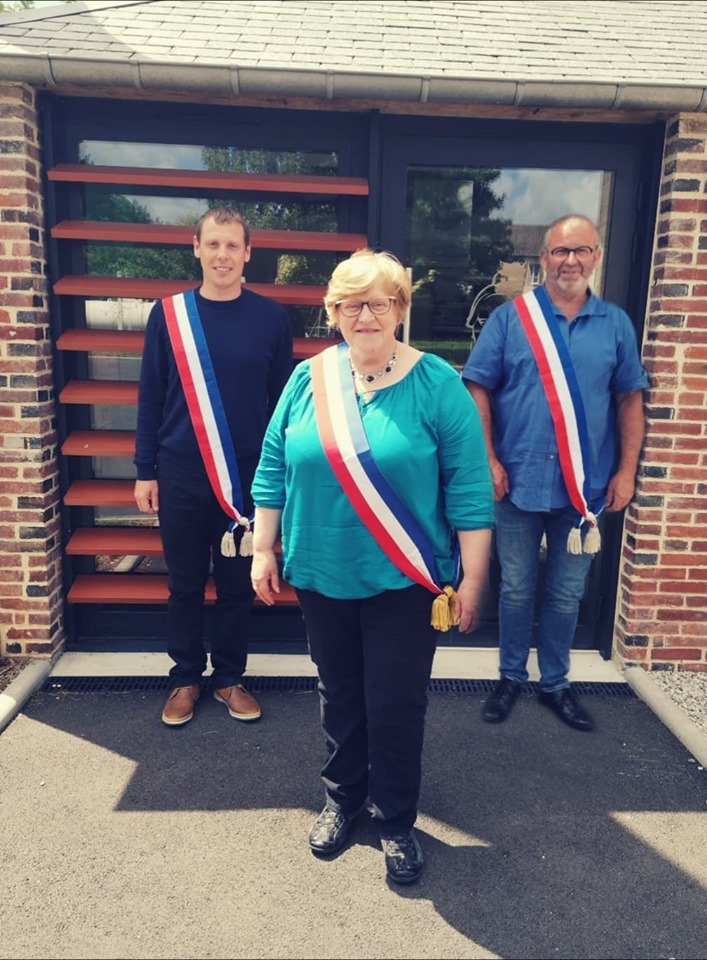
Marie-Anne Hinard, maire, et ses deux adjoints.

| mars 2008                                | en cours | Marie-Anne Hinard | SE        | Chargée de développement territorial, puis retraitée |
| Les données manquantes sont à compléter. |          |                   |           |                                                      |

Le conseil municipal est composé de onze membres dont le maire et deux adjoints.

## Démographie
L'évolution du nombre d'habitants est connue à travers les recensements de la population effectués dans la commune depuis 1793. Pour les communes de moins de 10 000 habitants, une enquête de recensement portant sur toute la population est réalisée tous les cinq ans, les populations de référence des années intermédiaires étant quant à elles estimées par interpolation ou extrapolation. Pour la commune, le premier recensement exhaustif entrant dans le cadre du nouveau dispositif a été réalisé en 2004.
En 2022, la commune comptait 212 habitants, en évolution de −15,87 % par rapport à 2016 (Calvados : +1,58 %, France hors Mayotte : +2,11 %).
Bernières-d'Ailly a compté jusqu'à 314 habitants en 1861, mais les trois communes d'Ailly, Bernières-sur-Dive et Sainte-Anne-d'Antremont, fusionnées au XIXe siècle, totalisaient 456 habitants lors du premier recensement républicain, en 1793 (183 pour Ailly, 226 pour Bernières, 47 pour Sainte-Anne).
| 1793 | 1800 | 1806 | 1821 | 1831 | 1836 | 1841 | 1846 | 1851 |
| ---- | ---- | ---- | ---- | ---- | ---- | ---- | ---- | ---- |
| 226  | 210  | 216  | 200  | 223  | 208  | 214  | 199  | 216  |

| 1856 | 1861 | 1866 | 1872 | 1876 | 1881 | 1886 | 1891 | 1896 |
| ---- | ---- | ---- | ---- | ---- | ---- | ---- | ---- | ---- |
| 220  | 314  | 305  | 259  | 251  | 236  | 251  | 249  | 244  |

| 1901 | 1906 | 1911 | 1921 | 1926 | 1931 | 1936 | 1946 | 1954 |
| ---- | ---- | ---- | ---- | ---- | ---- | ---- | ---- | ---- |
| 244  | 264  | 280  | 223  | 253  | 248  | 257  | 275  | 261  |

| 1962 | 1968 | 1975 | 1982 | 1990 | 1999 | 2004 | 2006 | 2009 |
| ---- | ---- | ---- | ---- | ---- | ---- | ---- | ---- | ---- |
| 211  | 210  | 182  | 201  | 229  | 212  | 227  | 245  | 252  |

| 2014 | 2019 | 2022 | - | - | - | - | - | - |
| ---- | ---- | ---- | - | - | - | - | - | - |
| 252  | 224  | 212  | - | - | - | - | - | - |

## Économie
- Laiterie de Bernières - Jort (groupe Lactalis).

## Culture locale et patrimoine

### Lieux et monuments

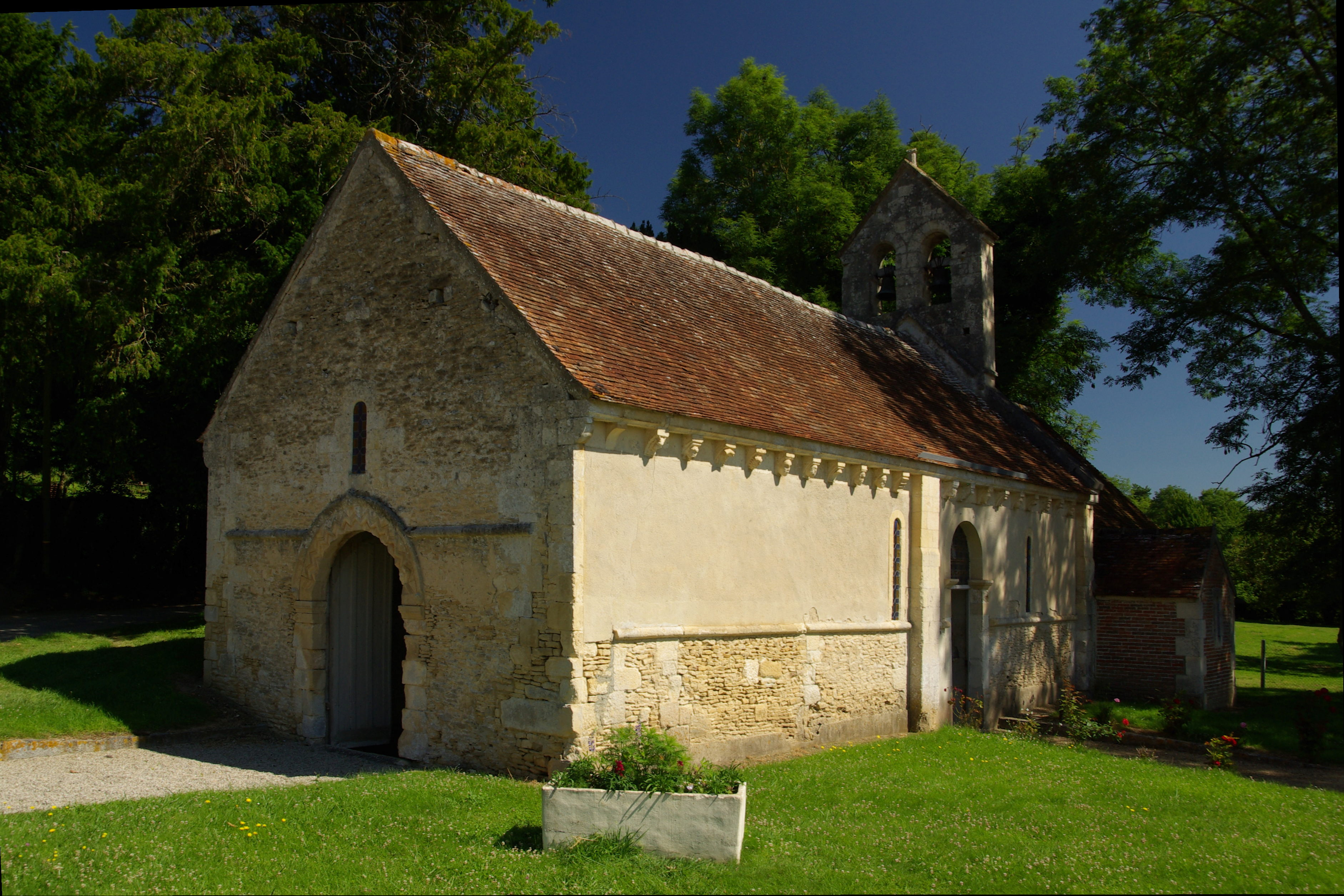
La Chapelle Sainte-Anne.

- Chapelle Sainte-Anne à Sainte-Anne-d'Entremont (XIe siècle). Ancien diocèse de Séez, fondation vers 1050 par Lescelinne, comtesse d'Eu. L'édifice est inscrit aux Monuments historiques[29].
- Église Saint-Pierre (XVIIIe siècle) à Bernières.
- Église Saint-Gerbold à Ailly (XIe siècle) inscrite aux Monuments historiques[30] (propriété privée).
- Château d'Ailly (XIe siècle, remanié au XVIIIe siècle) inscrit aux Monuments historiques[31] (propriété privée).

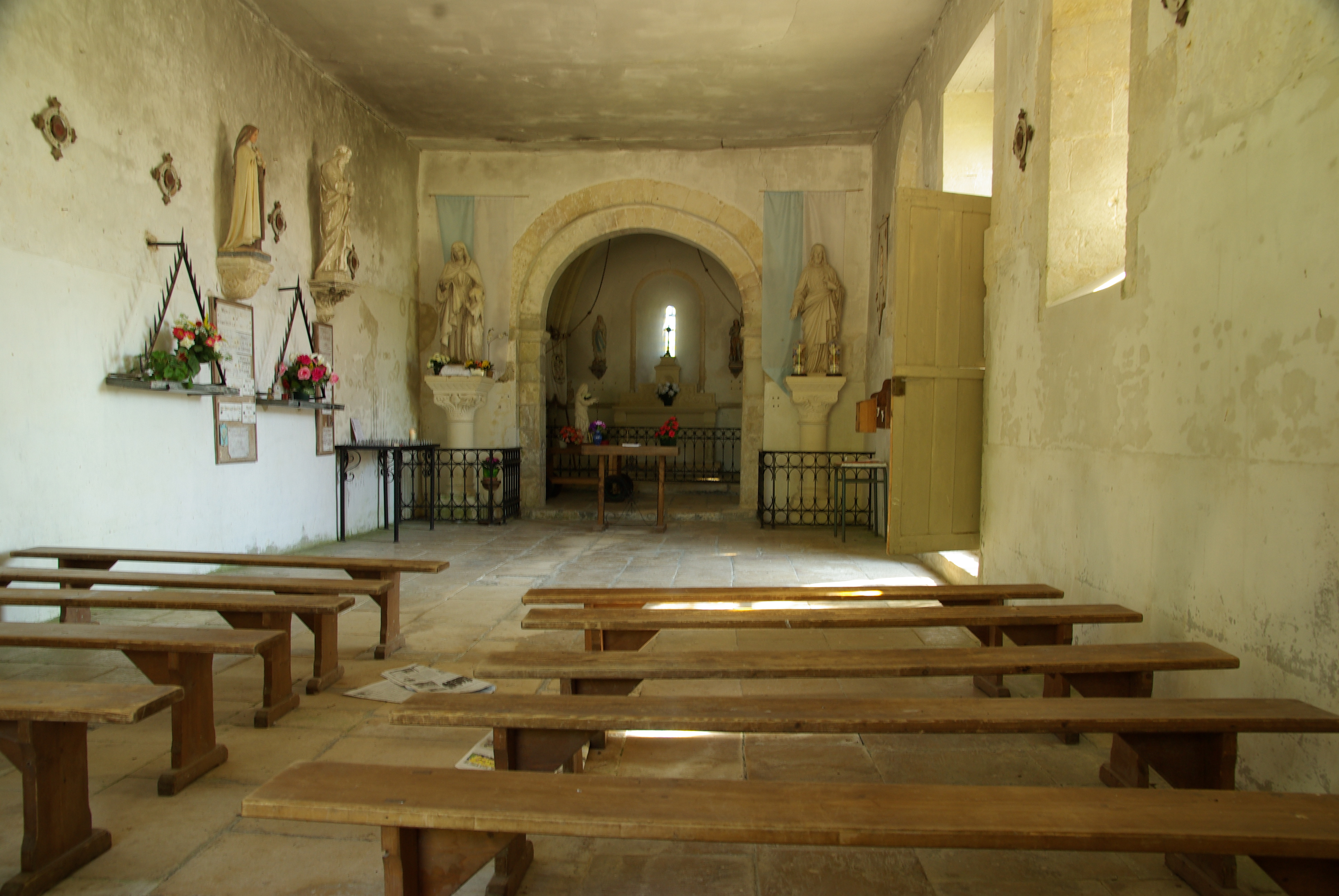
L'intérieur de la chapelle Sainte-Anne.
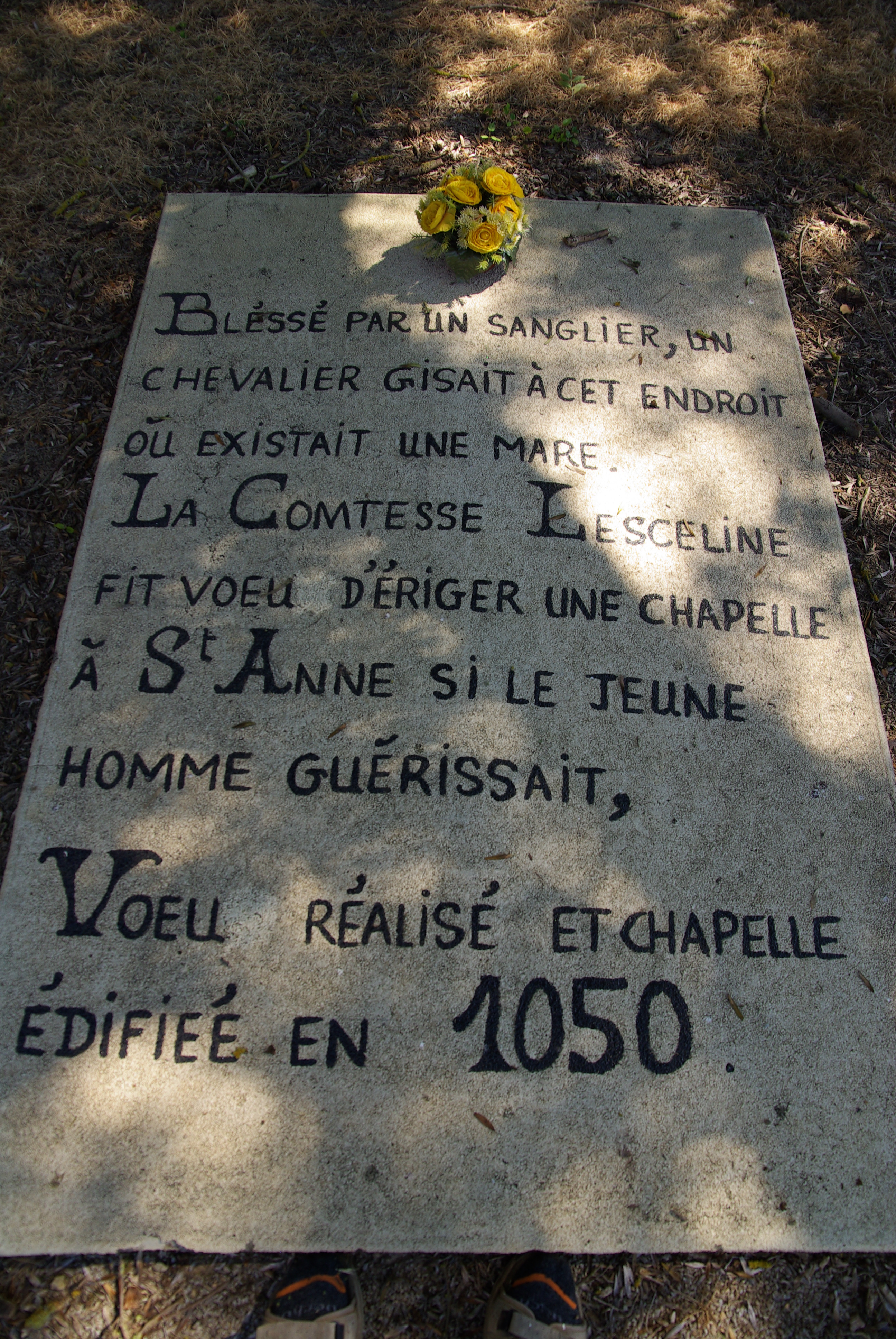
Plaque tombale relatant la raison de l'implantation de la chapelle Sainte-Anne à cet endroit.
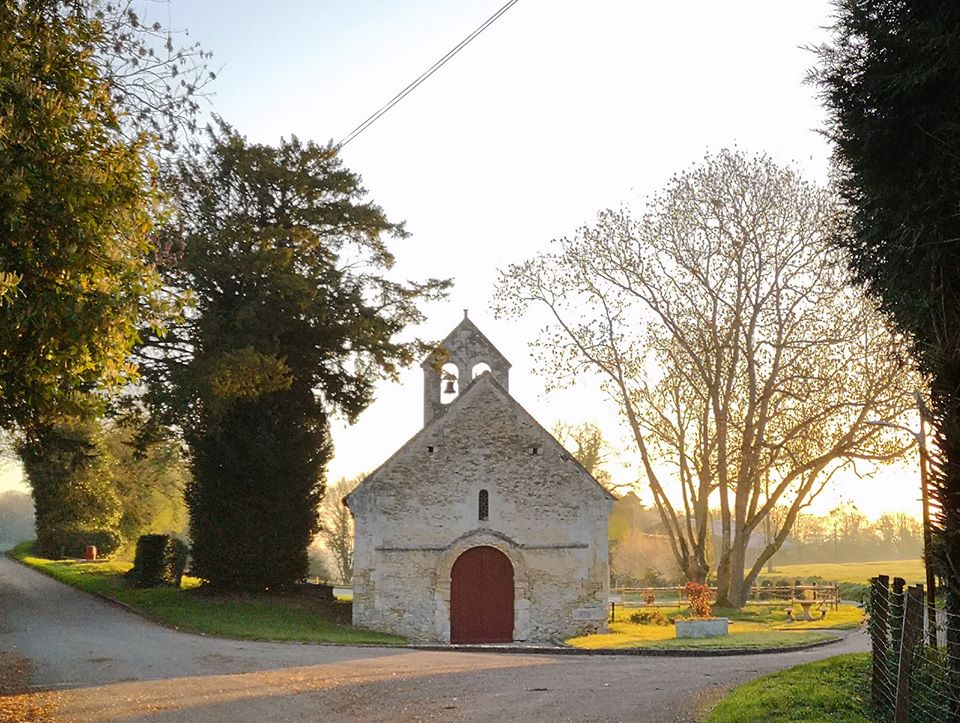
Chapelle extérieur.

### Activité et manifestations
- Vide-greniers en juillet.
- Randonnée organisée par l'Union française des œuvres laïques d'éducation physique début juillet.
- Fête des voisins et fête de la musique.
- Société de pêche[32].
- Marché d'Ailly, les producteurs du pays de Falaise[33].

### Personnalités liées à la commune
- Bernard Anquetil (1916 à Bernières-d'Ailly - 1941), résistant, mort pour la France.

### Héraldique
| Blason de Bernières-d'Ailly | Blason  | De gueules à trois pals d'argent, à un ours passant de sable brochant, au chef d'azur chargé à dextre d'une mitre et à senestre de deux clés posées en fasce, le tout d'or. |
| Blason de Bernières-d'Ailly | Détails | Le statut officiel du blason reste à déterminer. |